# Mohamed Safwat
Mohamed Safwat (arab. ‏محمد صفوت‎; ur. 19 września 1990 w Al-Mansurze) – egipski tenisista, reprezentant kraju w Pucharze Davisa.

## Kariera tenisowa
W przeciągu kariery wygrał jeden singlowy oraz trzy deblowe turnieje rangi ATP Challenger Tour.
W 2018 podczas French Open zadebiutował w turnieju głównym imprezy wielkoszlemowej. Po wygraniu trzech meczów w kwalifikacjach odpadł w pierwszej rundzie z Grigorem Dimitrowem.
W 2019 otrzymał złoty medal igrzysk afrykańskich w konkurencji singla mężczyzn, tym samym został pierwszym egipskim tenisistą ziemnym, który zapewnił sobie udział w igrzyskach olimpijskich. W czasie igrzysk afrykańskich rozgrywanych w Rabacie udało mu się zdobyć też medale w grze podwójnej oraz drużynowej. Na igrzyskach olimpijskich w Tokio wystąpił jedynie w konkurencji singla mężczyzn, w której swój występ zakończył na 1. rundzie po przegraniu wynikiem 0:2 (5:7, 1:6) meczu z reprezentantem Kolumbii Danielem Elahi Galánem.
Najwyżej sklasyfikowany w rankingu gry pojedynczej był na 130. miejscu (10 lutego 2020), a w klasyfikacji gry podwójnej na 225. pozycji (26 września 2016).

### Zwycięstwa w turniejach ATP Challenger Tour

#### Gra pojedyncza
| Końcowy wynik | Nr | Data          | Turniej    | Nawierzchnia | Przeciwnik | Wynik finału |
| ------------- | -- | ------------- | ---------- | ------------ | ---------- | ------------ |
| Zwycięzca     | 1. | 9 lutego 2020 | Launceston | Twarda       | Alex Bolt  | 7:6(5), 6:1  |

#### Gra podwójna
| Końcowy wynik | Nr | Data                 | Turniej    | Nawierzchnia | Partner           | Przeciwnicy                       | Wynik finału   |
| ------------- | -- | -------------------- | ---------- | ------------ | ----------------- | --------------------------------- | -------------- |
| Zwycięzca     | 1. | 21 czerwca 2014      | Mohammedia | Ceglana      | Fabiano de Paula  | Richard Becker Elie Rousset       | 6:2, 3:6, 10–6 |
| Zwycięzca     | 2. | 17 października 2015 | Casablanca | Ceglana      | Laurynas Grigelis | Thiemo de Bakker Stephan Fransen  | 6:4, 6:3       |
| Zwycięzca     | 3. | 17 września 2016     | Meknes     | Ceglana      | Luca Margaroli    | Pedro Martínez Oriol Roca Batalla | 6:4, 6:4       |